# Xã Twist, Quận Cross, Arkansas
Xã Twist (tiếng Anh: Twist Township) là một xã thuộc quận Cross, tiểu bang Arkansas, Hoa Kỳ. Năm 2010, dân số của xã này là 16 người.